# 法泽尔·屈曲克
法泽尔·屈曲克（土耳其語：Fazıl Küçük，土耳其語發音：[faˈzɯl cyˈtʃyc]，1906年3月14日—1984年1月15日），土耳其裔塞浦路斯人政治家，首任塞浦路斯副总统，其侄为前任北賽普勒斯總理伊尔森·屈曲克。